# Parandalia tricuspis
Parandalia tricuspis är en ringmaskart som först beskrevs av Müller in Grube 1858.  Parandalia tricuspis ingår i släktet Parandalia och familjen Pilargidae.
Artens utbredningsområde är Mexikanska golfen. Inga underarter finns listade i Catalogue of Life.